# Stiepan Krietow
Stiepan Iwanowicz Krietow (ros. Степан Иванович Кретов; ur. 25 grudnia 1919 w Małej Niczce w rejonie minusińskim, zm. 19 stycznia 1975 w Moskwie) – radziecki lotnik wojskowy, pułkownik, dwukrotny Bohater Związku Radzieckiego (1944 i 1948).

## Życiorys
Od 1933 mieszkał w Minusińsku, do 1936 skończył 7 klas szkoły, później pracował w kołchozie w rodzinnej wsi, 1937–1938 uczył się w technikum rolniczym. Następnie, 1938–1939 pracował jako kancelista w rejonowej komendanturze NKWD w Kańsku, w 1939 ukończył aeroklub w Kańsku, od lutego 1939 służył w Armii Czerwonej, do września 1939 uczył się w wojskowej lotniczej szkole pilotów w Czycie, a w 1940 ukończył wojskową szkołę lotniczą w Bałaszowie. Był pilotem bombowców dalekiego zasięgu w Północnokaukaskim Okręgu Wojskowym i Odeskim Okręgu Wojskowym, uczestniczył w wojnie z Niemcami jako pilot, dowódca klucza, zastępca dowódcy i dowódca eskadry 21 lotniczego pułku dalekiego zasięgu/24 gwardyjskiego lotniczego pułku dalekiego zasięgu (od czerwca 1941 do czerwca 1944), brał udział w walkach obronnych w Mołdawii, na Ukrainie, w Donbasie, rostowskiej operacji obronnej i zaczepnej, walkach o Kaukaz, wyzwoleniu Kubania, bitwie pod Kurskiem, operacji donbaskiej, likwidacji blokady Leningradu i operacji krymskiej. 2 grudnia 1941 został zestrzelony nad Zatoką Taganroską i mimo oparzeń zdołał wyskoczyć na spadochronie. Od czerwca 1944 do maja 1945 jako pilot 24 gwardyjskiego lotniczego pułku dalekiego zasięgu/240 gwardyjskiego lotniczego pułku bombowców uczestniczył w operacji bobrujskiej, białostockiej, brzesko-lubelskiej, jasko-kiszyniowskiej, budapeszteńskiej i königsbergskiej. Podczas wojny wykonał 400 lotów bojowych, w tym 369 nocą, bombardując siłę żywą i technikę wroga na tyłach.
Od września 1945 dowodził eskadrą pułku bombowców, od września 1946 do marca 1950 był zastępcą dowódcy i dowódcą eskadry bombowców w obwodzie briańskim, w 1950 ukończył wyższą oficerską szkołę lotnictwa dalekiego zasięgu, później pracował w Zarządzie 50. Armii Powietrznej Dalekiego Zasięgu w Smoleńsku. W latach 1953–1959 był szefem wydziału przygotowania bojowego 11. Gwardyjskiej Lotniczej Dywizji Bombowców Ciężkich w Szatałowie w obwodzie smoleńskim, w 1958 zaocznie ukończył Akademię Wojskowo-Powietrzną w Monino, w marcu 1959 został dowódcą 335. lotniczego pułku rakietowego w Białej Cerkwi, od września 1959 do lipca 1961 dowodził 151. pułkiem rakietowym w Stryju (od 1960 w stopniu pułkownika). Później był wykładowcą katedry przystosowania bojowego rakiet i taktyki, w 1970–1972 starszym wykładowcą katedry taktyki, historii sztuki wojennej i przygotowania ogólnowojskowego rostowskiej wyższej szkoły wojskowo-inżynieryjnej, a 1972–1974 wykładowcą i starszym wykładowcą Wojskowej Akademii Inżynieryjnej im. Dzierżyńskiego, w kwietniu 1974 zakończył służbę wojskową. W 1973 otrzymał honorowe obywatelstwo Minusińska. Jego imieniem nazwano ulice w Minusińsku i Bychowie oraz dwóch wsiach.

## Odznaczenia
- Złota Gwiazda Bohatera Związku Radzieckiego (dwukrotnie - 13 marca 1944 i 23 lutego 1948)
- Order Lenina (dwukrotnie - 31 grudnia 1942 i 13 marca 1944)
- Order Czerwonego Sztandaru (dwukrotnie - 23 grudnia 1941 i 14 listopada 1942)
- Order Czerwonej Gwiazdy (30 kwietnia 1954)
- Medal „Za zasługi bojowe” (20 czerwca 1949)

I medale.